# Василий Ярославич (князь серпуховско-боровский)
Василий Ярославич (ум. 1483) — удельный князь Серпуховско-Боровский (1427—1456), Дмитровский (1447—1453) и Звенигородский (1453—1456?), единственный сын князя Ярослава (Афанасия) Владимировича и Марьи Федоровны Кошкиной-Голтяевой, внук Владимира Андреевича Храброго.

## Биография
Василий Ярославович объединил в своих руках почти весь удел своего деда Владимира Андреевича Храброго. Василий Ярославич стал в 1433 году шурином великого князя Московского Василия II Васильевича, когда последний женился на сестре Василия Ярославовича, Марии Ярославне. В это же время между ними был заключён договор и в соответствии с договорённостью, Василий Ярославович всегда был на стороне великого князя Московского и оставался верным договору, даже в трудные периоды его жизни Василий Ярославович всегда оставался его верным союзником.
Не один раз он участвовал в крупных сражениях русских с татарами и военных операциях против Литвы. Участвовал в сражении 7 июля 1445 года в окрестностя Суздаля под Евфимьевым монастырем, когда Василий II с объединёнными русскими войсками потерпел поражение от казанского войска под командованием царевичей Махмуда и Якуба (сыновей хана Улу-Мухаммеда), в результате сам Василий II и его двоюродный брат Михаил Верейский были взяты в плен, а Василий Ярославич был ранен, но успел спастись с небольшим числом ратников.
После смещения Василия II и прихода к власти Дмитрия Шемяки он не пошёл с ним на контакт, а предпочёл уйти в Литву, где получил от короля Польского и великого князя Литовского Казимира IV Брянск, Стародуб, Гомель и Мстиславль. Брянск Василий уступил приближённым свергнутого московского государя (также изгнанникам) Семёну Оболенскому и Фёдору Басенку, а остальные города оставил за собой.
Василий Ярославич объединил и возглавил в своей новой вотчине коалицию сил, которые поставили себе цель освободить захваченного Василия II и восстановить его на великокняжеском престоле в Московском княжестве. Выступление войск под началом Василия Ярославича из Литвы в 1446 году предопределило быстрое падение владычества Дмитрия Шемяки. Он пришёл на помощь к Василию Тёмному, участвовал в борьбе с Дмитрием Шемякой, способствовал примирению противников в 1447 году и вновь помогал великому князю на новом этапе борьбы с Дмитрием Шемякой походом на Устюг в 1452 году.
Договорной грамотой 1447 года великий князь Василий Васильевич Темный утвердил за Василием Ярославичем Боровск, Серпухов, Лужу, Хатунь, Радонеж, Перемышль и дал ему Суходол с Красным Селом, а также город Дмитров «со всеми волостями», взамен части владений его деда (куда входили такие крупные города как Углич, Городец, Козельск). Василий Ярославич получил Дмитров в знак благодарности за поддержку Василия Темного в борьбе с Юрьевичами. В грамоте оговаривалось право великого князя Василия Васильевича вернуть себе удел, что и произошло позже (осенью 1453 г. по договорной грамоте серпуховско-боровской князь Василий Ярославич был лишен Дмитрова, город и удел возвращены Москве). Дмитров был сменен на Звенигород и Бежецкий Верх, которые также вскоре пришлось уступить московскому великому князю.
В 1449 году Василий Ярославович оставил владения в Литве и возвратился в восстановленный Серпуховско-Боровский удел. Однако Василий II Васильевич недолго помнил былые заслуги и верность Василия Ярославича. Обеспокоенный его возрастающим авторитетом и активной поддержкой литовской стороны в июле 1456 года за «некую крамолу» Василий Ярославович, князь Серпуховско-Боровский, бывший владелец Дмитровского удела, видный союзник великого князя в феодальной войне и борьбе за великокняжеский престол, был схвачен в Москве и сослан в Углич в пожизненную ссылку. Жена и сын князя скрылись в Литве.
В 1462 году, когда был открыт заговор серпуховских бояр и детей боярских, собиравшихся высвободить своего князя из неволи и бежать с ним, Василий Ярославович был переведён в Вологду, где провёл последние годы жизни и скончался «в железех» уже при сыне Василия Тёмного Иване III в 1483 году. Похоронен в Архангельском соборе Московского Кремля.
Был женат дважды. Первая супруга — Мария Ивановна, вторая — литовская княжна. Имел четырёх сыновей: Ивана Большого и умерших в заключении Ивана Меньшого, Андрея и Василия (похоронены в Богоявленском монастыре г. Кострома).

## В культуре
- Персонаж романа Николая Полевого «Клятва при гробе Господнем. Русская быль XV века» (1832).